# 福島レッドホープス
福島レッドホープス（ふくしまレッドホープス、Fukushima RedHopes）は、プロ野球独立リーグのベースボール・チャレンジ・リーグ（ルートインBCリーグ）に所属する福島県のプロ野球球団である。2015年よりリーグに加盟した。2018年11月20日以前のチーム名は「福島ホープス」（改名の経緯は後述）。

## 概要
リーグでは初めて（かつ唯一）東北地方を本拠とする球団で、2019年までは東地区に所属した。2020年シーズンは、新型コロナウイルスの感染拡大に伴う開催方式の変更により、新潟・群馬・信濃と「中地区」を構成してその中で新潟と「グループC」に入る形でリーグ戦を実施し、2021年も中地区に所属した。リーグが8球団体制となった2022年と2023年は北地区（North Division、2021年の中地区に相当）に所属した。地区のなかった2024年を挟み、2地区制が復活した2025年は再び東地区の所属となる。
発足当時のチーム名は、東日本大震災の影響で避難や外遊びの制限を余儀なくされた子どもたちに、野球を通じて「望み」を持ってほしいという意図から付けられた。
2019年時点では茨城アストロプラネッツとともに、所属選手からNPBドラフト会議での指名（育成選手を含む）がない球団だったが、2020年に初めての指名者を出した（同年に茨城も指名者を出し、2020年参加の神奈川フューチャードリームスのみが2024年まで指名者を出していない）。

### 女子チーム
2014年4月に東北初の女子硬式野球クラブチーム「福島レッドホープスレディース」を発足させている（前身はふくしまヴィーナス）。2022年4月には東北の女子高校野球部7校と共に「東北女子硬式野球連盟」を発足させ、同年より「東北リーグ」を行っている。

### 開催球場
ジャパン・ベースボール・マーケティング（リーグ運営会社）代表の村山哲二は構想発表時に、専用球場をもたずに、県内の球場を回り、福島でのホームゲームを行なうとした。これは従来から所属するリーグ他球団の多くと同じである。
2022年までの年度別公式戦開催球場は以下の通りである。2018年に開成山野球場や県営あづま球場での開催が減少した点については、後述する経営難との関連が指摘されている。2018年から2021年までは須賀川市牡丹台野球場が開催試合数最多となった。2022年は、当初日程では開成山野球場が最多開催（7試合）だったが、日程の変更により最終的にはしらさわグリーンパークが最多（7試合）となった。前年開催のあったほばらや楢葉、さつきでは当初から開催予定がなかった。2023年は、あづま球場で5年ぶりに開催された一方、前年開催のあった信夫ヶ丘やいわきが当初より開催予定なしとなった。2024年は2年ぶりにしらさわが最多開催（8試合）となった。
- 太字はその年度の最多開催球場。
- 5試合以上開催したシーズンがある球場は、背景を黄色としている。
- 出典はリーグウェブサイトの公式戦日程[16][17]。

| 球場名                                                | 所在市町村 | 地域   | 2015年 | 2016年 | 2017年 | 2018年 | 2019年 | 2020年 | 2021年 | 2022年 | 2023年 | 2024年 | 10年間合計 |
| ----------------------------------------------------- | ---------- | ------ | ------ | ------ | ------ | ------ | ------ | ------ | ------ | ------ | ------ | ------ | ---------- |
| 福島県営あづま球場                                    | 福島市     | 中通り | 5      | 10     | 6      | 1      | 0      | 0      | 0      | 0      | 1      | 3      | 26         |
| 郡山総合運動場開成山野球場 （ヨーク開成山スタジアム） | 郡山市     | 中通り | 5      | 15     | 10     | 9      | 8      | 3      | 5      | 4      | 11     | 3      | 73         |
| 白河グリーンスタジアム                                | 白河市     | 中通り | 3      | 3      | 3      | 0      | 1      | 0      | 0      | 1      | 1      | 1      | 13         |
| ほばら大泉野球場                                      | 伊達市     | 中通り | 2      | 1      | 2      | 1      | 2      | 1      | 2      | 0      | 0      | 0      | 11         |
| 福島市信夫ヶ丘球場                                    | 福島市     | 中通り | 3      | 1      | 0      | 0      | 0      | 2      | 1      | 2      | 0      | 0      | 9          |
| しらさわグリーンパーク                                | 本宮市     | 中通り | 5      | 0      | 0      | 1      | 2      | 0      | 3      | 7      | 6      | 8      | 32         |
| いわせグリーン球場                                    | 須賀川市   | 中通り | 2      | 0      | 0      | 0      | 2      | 4      | 2      | 1      | 1      | 4      | 16         |
| 須賀川市牡丹台野球場                                  | 須賀川市   | 中通り | 0      | 0      | 2      | 11     | 10     | 10     | 7      | 4      | 6      | 4      | 54         |
| いわきグリーンスタジアム                              | いわき市   | 浜通り | 8      | 0      | 0      | 0      | 0      | 0      | 0      | 1      | 0      | 0      | 9          |
| いわき市南部スタジアム                                | いわき市   | 浜通り | 2      | 1      | 3      | 4      | 4      | 2      | 1      | 1      | 1      | 0      | 19         |
| みちのく鹿島球場                                      | 南相馬市   | 浜通り | -      | 2      | 1      | 1      | 0      | 1      | 0      | 1      | 1      | 0      | 7          |
| 楢葉町総合運動場野球場 （SOSO.Rならはスタジアム）     | 楢葉町     | 浜通り | -      | -      | -      | 2      | 1      | 1      | 1      | 0      | 0      | 2      | 7          |
| さゆり公園野球場 （福島レッドホープス西会津球場）     | 西会津町   | 会津   | 1      | 3      | 4      | 3      | 3      | 1      | 3      | 4      | 2      | 2      | 26         |
| あいづ球場                                            | 会津若松市 | 会津   | 2      | 1      | 2      | 1      | 1      | 1      | 0      | 0      | 0      | 0      | 9          |
| びわのかげ総合運動公園野球場                          | 南会津町   | 会津   | 0      | 0      | 1      | 1      | 1      | 1      | 1      | 1      | 1      | 1      | 8          |
| 鶴沼球場                                              | 会津坂下町 | 会津   | 0      | 0      | 0      | 1      | 1      | 1      | 1      | 1      | 1      | 1      | 7          |
| さつき球場                                            | 泉崎村     | 中通り | 0      | 0      | 0      | 0      | 0      | 1      | 3      | 0      | 0      | 0      | 4          |
| いいたて球場                                          | 飯舘村     | 浜通り | 0      | 0      | 0      | 0      | 0      | 1      | 0      | 1      | 2      | 2      | 6          |

特記事項
- さゆり公園野球場には2015年6月に球団と西会津町との命名権契約により、「福島ホープス西会津球場」の愛称が付けられた[22]。球団名が変更となった2019年度には改めて「福島レッドホープス西会津球場」の愛称で契約を結び直している[23]。
- 2018年は、当初予定では前年同様開成山が最多（10試合）だった[24]。またこの年の試合は1試合を除いてデーゲームである。楢葉町総合運動公園野球場は、2017年2月に球団から楢葉町に改修工事完成後の実施を申し入れていた[25]。
- 2021年の当初日程では4年ぶりに開成山が最多開催とされていた[26]。

ポストシーズンゲーム
唯一ホームゲームで開催した2015年の地区チャンピオンシップは福島県営あづま球場で開催された。

## 歴史

### リーグ戦参加まで
2014年5月20日、郡山市に本社をおく「扇」の社長、扇谷富幸を球団代表とする形で、「県民球団設立推進準備室」が発足し、「福島県民球団」として活動を開始した。
2014年6月24日、新潟県長岡市で開かれた、BCLの加盟球団代表者会議において、埼玉県の球団「武蔵ヒートベアーズ」とともに、福島県民球団のリーグ本加盟が承認され、2015年のリーグ開幕時からの参戦が決定した。
扇谷代表は、会議後の記者会見で、当初の計画を1か月前倒しして、7月中にチーム名やマスコットを公表すると述べた。
7月18日、新球団名を「福島ホープス」とすることが発表された。同時に、球団ロゴと、福島県の鳥であるキビタキの兄妹をイメージした球団マスコットが発表された。
2014年12月にドラフト会議に参加し、2015年1月に選手を発表する予定とされた。
11月4日、元プロ野球選手で、現在、会津若松市の「芦ノ牧ホテル」会長を務める小野剛が、球団GMに就任したことが、福島県庁にて行われた記者会見で発表された。また、11月27日には、岩村明憲が選手兼任という形で監督に就任することが報道により明らかになった。
12月1日、球団公式Twitterを通じて、球団代表の扇谷富幸が、福島ホープスの代表取締役社長に就任することが発表された。

### 2015年
2015年4月12日の対新潟アルビレックス・ベースボール・クラブ戦（新潟県立野球場）が公式戦初試合となった（0対5で敗戦）。前期は引き分けを挟む7連敗と8連敗を5月と6月にそれぞれ記録し、8勝25敗4分で4位（最下位）に終わる。前期の勝率.242は当時リーグの半期勝率としてワースト記録であった（2017年前期に栃木ゴールデンブレーブスが.200を記録して更新）。後期は前期終了後に加入した投手のカルロス・ペレスが先発ローテーションに加わるなどチーム状況が改善、9月13日に伊勢崎市民球場で行なわれた対群馬ダイヤモンドペガサス戦に勝利し、参入初年度での東地区後期優勝を決めた。優勝決定直後の9月17日にペレスは育成選手契約で読売ジャイアンツに入団した。後期最終戦まで、2引き分けを挟む9連勝を記録した（その間に優勝決定）。
前期優勝の新潟と対戦した地区チャンピオンシップは1勝2敗で敗退した。
11月1日、球団代表に選手兼任監督の岩村明憲が就任。

### 2016年
前期・後期とも2位となる。群馬が前後期を連覇したため、年間勝率2位として前年に続いて地区チャンピオンシップに出場したが、初戦で敗退した。監督の岩村は、前期後期ともに優勝を狙える力はあったが、「ここで勝っていれば」という試合での敗退、特に後期は下位の武蔵ヒートベアーズに取りこぼしたことが響いたと述べている。

### 2017年
開幕直後の2017年4月10日に岩村明憲が記者会見を開き、同シーズン限りでの現役引退を発表した。前期は3位に終わる。9月10日、後期最終戦となる開成山球場での対武蔵戦が岩村の「引退試合」となり、球団史上最多となる3,607人の観客が入場した。この試合に引き分けて後期は2位、年間勝率も2位となる。群馬が前期後期を連覇したため、3年連続で地区チャンピオンシップに進出した（年間勝率は新潟と同率であったが、対戦成績で優位なため福島が2位となった）。前年に続いて群馬との対戦となった地区チャンピオンシップは、初戦に勝利したが、第2戦に0-1で惜敗し、本年もリーグチャンピオンシップには進めなかった。

### 2018年
3月1日、球団事務所が須賀川市畑田字新池上のいわせ多目的グラウンド内に移転した。
4月6日、元武蔵ヒートベアーズ監督の星野おさむが総合コーチに就任。
前期は群馬との首位争いとなり、6月2日には優勝マジック7が点灯した。いったん消滅したものの、6月10日の前期最後の群馬との直接対決に引き分け、残り4試合で再びマジック4となる。しかし次の武蔵戦に逆転負けし、群馬に優勝マジックを許す。残る3試合は全勝し、群馬が最終の栃木戦を落とせば逆転優勝であったが、群馬が勝利して5期ぶりの半期優勝を逃した。
後期は群馬の独走を許したものの、前期に続いて2位となり、前後期通算勝率2位で4年連続して地区チャンピオンシップに出場した。3年連続して群馬との対戦となった地区チャンピオンシップは、初戦で延長12回で規定により0-0で引き分けとなり、「3戦全勝」が条件の福島は4年連続しての敗退となった。
シーズン終了に前後して経営問題が報じられ、11月21日に監督の岩村が社長を務める新会社への移管ならびにチーム名の変更が発表された。11月22日に、星野おさむのゼネラルマネージャー就任（総合コーチ兼任）を発表。

### 2019年
前期は4位（武蔵と同順位）に終わる。前期終了後、元東北楽天ゴールデンイーグルスの横山貴明が選手兼任コーチとして入団した。後期も5位に終わり、リーグ戦参加から4年続いた地区チャンピオンシップへの出場が途絶えた。

### 2020年
4月5日付で、球団運営会社名を「株式会社福島野球団」に改称した。
6月12日、須賀川市との間でパートナーシップ協定を締結した。
6月10日の開幕当時は無観客開催で、有観客試合は、7月25日の対信濃グランセローズ戦（信夫ヶ丘球場）が最初となった。
6月は1勝7敗1分と出遅れるが、9月には5連勝を記録するなど復調、10月3日に中地区グループCからの地区チャンピオンシップ出場が決定した。
信濃と対戦した地区チャンピオンシップは6対12で敗退し、初のリーグチャンピオンシップ出場はならなかった。
10月26日のNPBドラフト会議で古長拓がオリックス・バファローズから育成ドラフト6巡目で指名を受け、チーム史上初のNPBドラフト指名者となった。

### 2021年
開幕から1分の後5連敗を喫する。その後も成績は上向かず、8月5日の時点で14勝29敗3分の勝率.326であった。
8月12日にチーム関係者に新型コロナウイルス感染症陽性反応者が確認されたことから、8月25日までの活動を休止し、25日までに対戦予定の8試合が中止となる（茨城戦1試合のみ引き分け扱い、他は振替実施）。さらに、8月14日には複数の陽性反応者が確認されたため、同月28日まで活動休止期間を延長し、27日と28日の各1試合も中止となった。8月28日に、29日からの活動再開、ならびに体調不良による岩村監督の休養と総合コーチの星野おさむの監督代行就任を発表した。
この活動中断を挟んで10連敗を喫し、最下位に終わった。シーズン終了後の9月22日に、星野おさむのコーチ兼GMからの退任が発表された。
10月11日のNPBドラフト会議で園部佳太がオリックス・バファローズから育成ドラフト2巡目で指名を受け、チームから2年連続での指名となった。
12月3日、来シーズンの投手チーフコーチとして、前東北楽天ゴールデンイーグルスコーチの館山昌平が就任することを発表した。

### 2022年
開幕後の2022年5月10日、チーム関係者7人が新型コロナウイルス感染症のPCR検査で陽性判定となり、5月15日までチーム全体の活動を停止し、この間の公式戦4試合を中止すると発表。さらに5月14日に、感染症の影響で「チーム編成が困難」という理由により、5月18日と19日のビジター2試合も追加で中止が決定した。
この直後の5月下旬から6月にかけて10連敗を喫したのをはじめ、8月にも11連敗を記録するなど、低迷した。開幕前に「優勝できなければ辞める」と述べていた監督の岩村は、ホーム最終戦終了後、「もう一度チャンスをいただいて、優勝した信濃・2位争いをしている群馬・新潟と肩を並べて堂々と試合ができるチーム作りをしていきたい」と留任する意向を示した。

### 2023年
開幕後の2023年7月25日、同シーズンから加入していた木須フェリペ（元・オリックス・バファローズ）が東京ヤクルトスワローズに育成選手として入団することが発表された。
チーム成績は6月には一時勝率5割を超えたが、最終的には5割を割って北地区3位に終わる。監督の岩村は、9月2日のホーム最終戦終了後に「一つ順位は上がったが、強い組織作りができていなかった」と述べ、来シーズンも留任する意向を示した。
10月26日のNPBドラフト会議では、大泉周也が福岡ソフトバンクホークスから育成ドラフト1巡目で指名を受けた。
12月23日、総合コーチとして元愛媛マンダリンパイレーツ監督の沖泰司の就任を発表した。

### 2024年
シーズン中の8月12日に監督の岩村が会見を開き、同年限りでの退任を発表した。翌年の監督には総合コーチの沖が就任するとともに、兵庫県神戸市の企業「グローバルリンクス」が球団株式の49%を取得して経営参画し、岩村は総監督兼球団代表取締役会長という立場になるとされた。8月31日のホーム最終戦では、試合終了後に監督を退任する岩村へのセレモニーが開かれ、岩村は挨拶の後に選手から胴上げされた。
成績は当シーズンも7チーム中6位に終わる。
12月13日に2025年シーズンの首脳陣および、すでに現役引退を表明していた若松駿太のコーチ退任と退団が発表された。総監督就任が報じられていた岩村は、発表された首脳陣には含まれていない。12月23日、福島民友新聞は、岩村が8月に発表していた神戸市の「グローバルリンクス」との提携について運営方針が合意に至らず、福島球団から共同経営を白紙化する文書を12月14日に相手方に送ったと報じた。2025年シーズン開幕時点のチームウェブサイトでも岩村は総監督として記載されていない（球団代表は引き続き務めている）。

## 成績

### シーズン
| 年度 | 期 | 監督     | 順位 | 試合 | 勝利 | 敗戦 | 引分 | 勝率 | ゲーム差 | 打率      | 防御率     | 本塁打  |
| ---- | -- | -------- | ---- | ---- | ---- | ---- | ---- | ---- | -------- | --------- | ---------- | ------- |
| 2015 | 前 | 岩村明憲 | 4    | 37   | 8    | 25   | 4    | .242 | 14.5     | .261(5位) | 3.97(4位)  | 23(5位) |
| 2015 | 後 | 岩村明憲 | 1    | 36   | 20   | 13   | 3    | .606 | ※2.5     | .261(5位) | 3.97(4位)  | 23(5位) |
| 2016 | 前 | 岩村明憲 | 2    | 36   | 17   | 18   | 1    | .486 | 2.0      | .266(5位) | 4.13(6位)  | 43(2位) |
| 2016 | 後 | 岩村明憲 | 2    | 36   | 18   | 15   | 3    | .545 | 4.5      | .266(5位) | 4.13(6位)  | 43(2位) |
| 2017 | 前 | 岩村明憲 | 3    | 35   | 15   | 17   | 3    | .469 | 5.0      | .277(5位) | 3.66(1位)  | 58(3位) |
| 2017 | 後 | 岩村明憲 | 2    | 36   | 18   | 12   | 6    | .600 | 3.5      | .277(5位) | 3.66(1位)  | 58(3位) |
| 2018 | 前 | 岩村明憲 | 2    | 35   | 19   | 11   | 5    | .633 | 1.0      | .304(2位) | 4.22(4位)  | 58(3位) |
| 2018 | 後 | 岩村明憲 | 2    | 35   | 21   | 11   | 3    | .656 | 5.0      | .304(2位) | 4.22(4位)  | 58(3位) |
| 2019 | 前 | 岩村明憲 | 4    | 34   | 15   | 18   | 1    | .455 | 9.5      | .283(5位) | 5.82(10位) | 37(5位) |
| 2019 | 後 | 岩村明憲 | 5    | 36   | 10   | 22   | 4    | .313 | 12.5     | .283(5位) | 5.82(10位) | 37(5位) |
| 2020 | 全 | 岩村明憲 | 1    | 60   | 27   | 27   | 6    | .500 | ※7.0     | .279(5位) | 4.49(6位)  | 21(8位) |
| 2021 | 全 | 岩村明憲 | 4    | 61   | 17   | 40   | 4    | .298 | 21.5     | .292(5位) | 6.23(12位) | 31(9位) |
| 2022 | 全 | 岩村明憲 | 4    | 60   | 19   | 41   | 0    | .317 | 19.0     | .248(8位) | 5.08(8位)  | 20(7位) |
| 2023 | 全 | 岩村明憲 | 3    | 63   | 27   | 36   | 0    | .429 | 19.0     | .264(6位) | 4.50(5位)  | 36(3位) |
| 2024 | 全 | 岩村明憲 | 6    | 56   | 20   | 34   | 2    | .370 | 14.5     | .274(4位) | 4.88(6位)  | 29(5位) |

- 順位は2024年を除いて地区（2019年までは東地区、2020年は中地区グループC、2021年は中地区、2022年・2023年は北地区）での順位、打率・防御率・本塁打はリーグ総合での順位。
- 優勝した期のゲーム差は※をつけて2位とのゲーム差を掲載。
- 2021年は日程の打ち切り等により、予定されていた9試合を未消化でシーズンを終了した。このほかに1試合が試合開催できずに引分け扱いとなっている[18]。
- 2022年も交流戦の振替なしや、9月7日での振替戦打ち切りにより、5試合未消化でシーズンを終了した。

### 地区チャンピオンシップ
※2018年までは全3戦（2勝）制、2020年はトーナメント。
- 2015年 - 1勝2敗（対戦は新潟）
- 2016年 - 0勝1敗（対戦は群馬。群馬は前後期制覇のため1勝で優勝）
- 2017年 - 1勝1敗（対戦は群馬。群馬は前後期制覇のため1勝で優勝）
- 2018年 - 0勝1分（対戦は群馬。群馬は前後期制覇のため1分で優勝）
- 2020年 - 敗退（対戦は信濃）

## 運営会社・チーム名の変更
リーグ戦参入初年度は黒字であったが、2年目となる2016年度は来場者数の減少により979万円の経常損失を記録し、赤字決算となった。2017年度は経常損失が5679万円と前年よりも拡大した。
2018年10月2日、地元紙である福島民友新聞は関係者からの取材結果として、運営会社の福島県民球団は新たに設立される会社に事業を譲渡する見込みであると報じた。10月3日に取材に応じた監督で球団代表の岩村は、扇谷社長とは約半年直接接触が取れていない（弁護士を通じて接触）ことを明らかにした。2018年シーズンは岩村が運営費の一部を負担していたとする報道もある。
経営難は観客動員の不振が原因と指摘されている。発足当初、平均観客動員を1300人とする目標でスタートしたが、2015年は515人、その後も毎年500人台を続けた後、2018年は500人未満となった。
福島民友新聞は10月30日の報道で、ゼネラルマネージャーの小野剛などにより新会社の設立が模索されている状況を伝えた。
岩村は10月30日に取材に対して、新体制が近く公表されることを明らかにした。リーグ側は翌シーズンのリーグ戦参加の可否を10月末までに判断するとしていたが、期限を延長している。11月18日の報道では、岩村が代表を務める新会社に事業を移し、球団名を「福島レッドホープス」に変更する方針とされた。リーグ代表の村山哲二は「安定した経営ができるかどうかを検討し、（加盟を）判断したい」と述べている。
11月21日に岩村は記者会見を開き、自らが代表となる新運営会社「Y.O.A」（本社・郡山市）の設立と、チーム名の「福島レッドホープス」への変更を発表した。チーム名の変更にあわせ、ロゴも変更された。
2024年の報道では、2017年のシーズン終了後に社長をはじめとした経営陣が失踪し、岩村が経営に乗り出した際に2年分の各種支払の滞納をはじめとして1億円の負債が明らかとなり、債権者に申し入れて分割払いを認めてもらったが、その後運営会社旧代表の税金滞納による資産差し押さえが通告されたことで、岩村は新運営会社設立に踏み切ったという。

## マスコットキャラクター
福島ホープスとして発足した当時はキビタキをモチーフとした、男子の「キーボー」（5月20日生まれ）と女子の「ノゾミン」（6月24日生まれ）が制定されていた。名前は公募により、郡山市在住の小学生の案が採用された。しかし、上記の運営母体変更以後、公式ウェブサイト等でマスコットキャラクターの紹介はなくなっていた。
2022年3月、球団は新たなマスコットキャラクターを制定し、その愛称を公募すると球団公式Twitterで発表した。福島ホープス時代のマスコット同様、キビタキをモチーフとし、Amazing JIROがデザインを手がけた。好きな物に「ジャックダニエル」を挙げるなど「大人」のキャラクターとなっている。
一般公募には約100通の応募が寄せられ、「REX」と名付けられた。

## チアリーディングチーム
チーム発足時に公式チアリーディングチーム「ホープスガールズ」が結成されたが、2018年1月に解散した。